# Bedford OY
Bedford OY – brytyjska 3-tonowa wielozadaniowa ciężarówka wojskowa z okresu II wojny światowej. Samochód przystosowany był do pełnienia wielu funkcji m.in. transportera żołnierzy i zaopatrzenia, cysterny, mobilnego warsztatu lub kantyny.
Był to najliczniej produkowany w Wielkiej Brytanii pojazd tego typu – w latach 1940-1945 zbudowano 72 385 jego egzemplarzy.